# Alejandro Rey
Alejandro Rey (ur. 8 lutego 1930 w Buenos Aires, zm. 21 maja 1987 w Los Angeles) – argentyńsko-amerykański aktor i reżyser.

## Życiorys

### Wczesne lata
Urodził się w Buenos Aires. Studiował aktorstwo w Hedwig Schlichter i Milagros de la Vega. Debiutował na ekranie w argentyńskim filmie Dock Sud (1953). Można go było dostrzec potem w filmach: (1954), Kowboj (Guacho, 1954), Graciela (1956), Diabeł do wynajęcia (El Diablo de vacaciones, 1957), Dom anioła (The House of the Angel, 1957) i Salomon i Królowa Saby (Solomon and Sheba, 1959) u boku Yula Brynnera i Gina Lollobrigidy.

### Kariera w USA
W 1960 roku wyemigrował do Hollywood, gdzie spędził większość swojego życia zawodowego. Rozpoczął karierę międzynarodową w epizodycznej roli Moreno w komedii muzycznej Zabawa w Acapulco (Fun in Acapulco, 1963) z Elvisem Presleyem, a następnie w 1965 roku wystąpił w dramacie Synanon obok Edmonda O’Briena, Chucka Connorsa, Stelli Stevens Alexa Corda i Earthy Kitt oraz w komediodramacie Po omacku (Blindfold) u boku Rocka Hudsona, Claudii Cardinale, Jacka Wardena i Brada Dextera.
W 1967 został obywatelem USA. Popularność zdobył telewizyjną rolą właściciela klubu nocnego i przyjaciela głównej bohaterki – wybuchowego Carlosa Ramireza w sitcomie ABC Latająca zakonnica (The Flying Nun, 1967-70). Po wystę
Występował gościnnie w wielu serialach, m.in.: Dni naszego życia (Days of Our Lives, 1976–1977) jako Karl Duval, Statek miłości (The Love Boat, 1981), Nieustraszony (Knight Rider, 1982) z Davidem Hasselhoffem, Upadły facet (The Fall Guy, 1982, 1983) u boku Lee Majorsa i Santa Barbara (1984).
Pojawił się w filmach: Rój (The Swarm, 1978), Opalenizna (Sunburn, 1979) z Farrah Fawcett, biograficznym dramacie ABC Grace Kelly (The Grace Kelly Story, 1983) z Cheryl Ladd oraz Moskwa nad rzeką Hudson (Moscow on the Hudson, 1984) jako dynamiczny adwokat i opiekun rosyjskiego dezertera (w tej roli Robin Williams).

## Życie prywatne
Związany był z Jill St. John (1964) i Cheryl Miller (1968). Jego pierwszą żoną była Cristina Rudy (1966–1968). 24 maja 1969 w Los Angeles ożenił się z Joyce. 9 lutego 1973 w Los Angeles urodził się ich syn Brandon.

### Śmierć
21 maja 1987, po krótkiej hospitalizacji w Cedars-Sinai Medical Center w Los Angeles, zmarł na raka płuc, w wieku 57. lat.

## Filmografia
| Rok  | Tytuł                                           | Role              | Uwagi |
| ---- | ----------------------------------------------- | ----------------- | ----- |
| 1953 | Dock Sud                                        |                   |       |
| 1954 | Guacho                                          |                   |       |
| 1956 | Cubitos de hielo                                |                   |       |
| 1956 | Enigma de mujer                                 | Felipe            |       |
| 1956 | Graciela                                        | przyjaciel        |       |
| 1957 | Alfonsina                                       |                   |       |
| 1957 | Dom anioła (The House of the Angel)             |                   |       |
| 1957 | El Diablo de vacaciones                         |                   |       |
| 1959 | Salomon i Królowa Saby (Solomon and Sheba)      | Sittar            |       |
| 1961 | Bitwa na krwawej plaży (Battle at Bloody Beach) | Julio Fontana     |       |
| 1961 | La Maestra enamorada                            |                   |       |
| 1963 | Zabawa w Acapulco (Fun in Acapulco)             | Moreno            |       |
| 1965 | Synanon                                         | Chris             |       |
| 1965 | Po omacku (Blindfold)                           | Arthur Vincenti   |       |
| 1971 | Piaskownica generałów (The Sandpit Generals)    | Fray Jose Pedro   |       |
| 1972 | Macocha (The Stepmother)                        | Frank Delgado     |       |
| 1974 | Mr. Majestyk                                    | Larry Mendoza     |       |
| 1974 | The Pacific Connection                          | Gubernator        |       |
| 1975 | Brawurowe porwanie (Breakout)                   | Sanchez           |       |
| 1976 | High Velocity                                   | Alejandro Martel  |       |
| 1978 | Rój (The Swarm)                                 | Dr Tomas Martinez |       |
| 1979 | Opalenizna (Sunburn)                            | Fons              |       |
| 1979 | Kuba (Cuba)                                     | Faustino          |       |
| 1980 | The Ninth Configuration                         | Lejtnant Gomez    |       |
| 1983 | Grace Kelly (The Grace Kelly Story, TV)         | Oleg Cassini      |       |
| 1984 | Moskwa nad rzeką Hudson (Moscow on the Hudson)  | Orlando Ramirez   |       |
| 1986 | Potwór z kosmosu (TerrorVision)                 | Spiro             |       |

| Rok     | Tytuł                                 | Role                                              | Uwagi          |
| ------- | ------------------------------------- | ------------------------------------------------- | -------------- |
| 1967–70 | Latająca zakonnica (The Flying Nun)   | Carlos Ramirez                                    | 82 odcinki     |
| 1971    | Gunsmoke                              | Ojciec Sanchez                                    |                |
| 1975    | Kung Fu                               | Matteo                                            |                |
| 1976–77 | Dni naszego życia (Days of Our Lives) | Karl Duval                                        |                |
| 1981    | Flamingo Road                         | Lorca                                             |                |
| 1981    | Statek miłości (The Love Boat)        | Carlos Jose Ramon Raul Sebastian Battista Ramirez |                |
| 1982    | Nieustraszony (Knight Rider)          | Rudy del Fuego                                    |                |
| 1982    | Upadły facet (The Fall Guy)           | Pepe Garcia                                       |                |
| 1983    | Hotel                                 | Król Fernando                                     |                |
| 1983    | Rita Hayworth: The Love Goddess       | Eduardo Cansino                                   |                |
| 1983    | Upadły facet (The Fall Guy)           | Eduard Firenze                                    |                |
| 1984    | Fantastyczna wyspa (Fantasy Island)   | Don Juan                                          |                |
| 1984    | Santa Barbara                         | Dr Ramirez                                        |                |
| 1985    | Niebezpieczne ujęcia (Cover Up)       | Carlos Medina                                     |                |
| 1985    | Wildside                              | Ambasador Pintador                                |                |
| 1986    | Drużyna A (The A-Team)                | Komandant                                         | Seria 5 odc. 5 |
| 1986    | Dallas                                | Kapitan Luis Rueda                                |                |